# Eronia
Eronia is een geslacht in de orde van de Lepidoptera (vlinders) familie van de Pieridae (Witjes).
Eronia werd in 1823 beschreven door Hübner.

## Soorten
Eronia omvat de volgende soorten:
- Eronia cleodora - Hübner, 1823
- Eronia gaea - (Felder, C & R Felder, 1865)
- Eronia leda - (Boisduval, 1847)